# Michael Mills (Maskenbildner)
Michael Mills (geb. vor 1981) ist ein Maskenbildner und Spezialeffektkünstler.

## Leben
Mills begann seine Karriere im Filmstab 1981 beim Fernsehen, wo er an sechs Folgen der Serie Hart aber herzlich arbeitete. Sein Filmdebüt erfolgte im darauf folgenden Jahr bei Ridley Scotts Science-Fiction-Film Blade Runner, wo er erstmals mit Prothesen arbeitete. In der Folge arbeitete er gleichsam für Film und Fernsehen; unter anderem war er zwischen 1987 und 1994 an 70 Folgen der Serie Raumschiff Enterprise – Das nächste Jahrhundert tätig. 1992 war Mills für Nicholas Meyers Science-Fiction-Film Star Trek VI: Das unentdeckte Land zusammen mit Ed French und Richard Snell für den Oscar in der Kategorie Bestes Make-up und beste Frisuren nominiert, die Auszeichnung ging in diesem Jahr jedoch an James Camerons Terminator 2 – Tag der Abrechnung. Mills arbeitete im Laufe seiner Karriere unter renommierten Regisseuren wie David Fincher, Robert Zemeckis, William Friedkin und Kathryn Bigelow.
Mills wirkte neben seinen Filmengagements auch an zahlreichen Fernsehproduktionen wie den Serien Star Trek: Deep Space Nine, JAG – Im Auftrag der Ehre und Without a Trace – Spurlos verschwunden. Für sein Wirken war er drei Mal für einen Primetime Emmy nominiert, den er 1991 für eine Folge von Raumschiff Enterprise – Das nächste Jahrhundert gewinnen konnte.

## Filmografie (Auswahl)
- 1982: Blade Runner
- 1982: Beastmaster – Der Befreier (Beastmaster)
- 1985: Leben und Sterben in L.A. (To Live and Die in L.A.)
- 1988: Das siebte Zeichen (The Seventh Sign)
- 1989: Star Trek V: Am Rande des Universums (Star Trek V: The Final Frontier)
- 1989: Zurück in die Zukunft II (Back to the Future Part II)
- 1990: Zurück in die Zukunft III (Back to the Future Part III)
- 1991: Bill & Ted’s verrückte Reise in die Zukunft (Bill & Ted’s Bogus Journey)
- 1991: Star Trek VI: Das unentdeckte Land (Star Trek VI: The Undiscovered Country)
- 1992: Der Tod steht ihr gut (Death Becomes Her)
- 1995: Schnappt Shorty (Get Shorty)
- 1997: Im Körper des Feindes (Face/Off)
- 1999: 8mm – Acht Millimeter (8mm)
- 1999: Wild Wild West
- 2002: Star Trek: Nemesis (Star Trek Nemesis)
- 2004: Hidalgo – 3000 Meilen zum Ruhm (Hidalgo)
- 2011: Verblendung (The Girl with the Dragon Tattoo)
- 2013: Die fantastische Welt von Oz (Oz the Great and Powerful)
- 2013: Auge um Auge (Out of the Furnace)
- 2014: Den Himmel gibt’s echt (Heaven Is for Real)

## Auszeichnungen (Auswahl)
- 1992: Oscar-Nominierung in der Kategorie Bestes Make-up und beste Frisuren für Star Trek VI: Das unentdeckte Land